# Doddaiyyur, Kolar
Doddaiyyur là một làng thuộc tehsil Kolar, huyện Kolar, bang Karnataka, Ấn Độ.